# Лінія 5 (Паризький метрополітен)
Лінія 5 — лінія Паризького метрополітену, яка перетинає Париж з півночі на південь, поєднуючи площу Італії з північно-східними околицями. Лінію було відкрито 2 червня 1906 року на дільниці Пляс д'Італі — Гар-д'Остерліц та подовжено до станції Гар-дю-Нор до кінця 1907 року. Протягом 1907—1942 років лінія 5 та лінія 6 були єдиною гілкою, яка поєднувала Північний вокзал з площею Зірки, перетинаючи лівий берег Сени. У жовтні 1942 року дільниця Пляс д'Італі — Шарль де Голль — Етуаль була виокремлена до лінії 6, а новоутворена лінія 5 подовжена до станції Егліз-де-Пантен, вийшовши за межі Парижа.

## Станції

Схема лінії.

| Назва Мовою оригіналу                                                           | Комуна           | Дата відкриття    | Пересадки                          | Примітки                                                 |
| ------------------------------------------------------------------------------- | ---------------- | ----------------- | ---------------------------------- | -------------------------------------------------------- |
| Бобіньї — Пабло Пікассо Префектюр — Отель-де-Департеман Bobigny — Pablo Picasso | Бобіньї          | 25 квітня 1985    | (T) · [1]                          | На честь Пабло Пікассо                                   |
| Бобіньї — Пантен — Ремон Кено Bobigny — Pantin — Raymond Queneau                | Бобіньї , Пантен | 25 квітня 1985    |                                    | На честь Ремона Кено                                     |
| Егліз-де-Пантен Église de Pantin                                                | Пантен           | 12 жовтня 1942    |                                    |                                                          |
| Ош Hoche                                                                        | Пантен           | 12 жовтня 1942    |                                    | На честь Лазара Оша                                      |
| Порт-де-Пантен Парк-де-ла-Віллетт Porte de Pantin                               | XIX              | 12 жовтня 1942    | (T) · [3b]                         | На місці колишніх воріт Пантен, поблизу парку Ла-Віллетт |
| Урк Ourcq                                                                       | XIX              | 12 жовтня 1942    |                                    | Від назви річки Урк                                      |
| Лом'єр Laumière                                                                 | XIX              | 12 жовтня 1942    |                                    | На честь генерала де Лом'єра                             |
| Жорес Jaurès                                                                    | Х, XIX           | 12 жовтня 1942    | (М) · (2) · (7bis)                 | На честь Жана Жореса                                     |
| Сталінград Stalingrad                                                           | Х, XIX           | 12 жовтня 1942    | (М) · (2) · (7)                    | На честь битви під Сталінградом                          |
| Гар-дю-Нор Gare du Nord                                                         | Х                | 12 жовтня 1942    | TER Picardie                       | Вихід до Північного вокзалу                              |
| Гар-де-л'Ест Верден Gare de l'Est                                               | Х                | 15 листопада 1907 | TER Picardie TER Champagne-Ardenne | Вихід до Східного вокзалу                                |
| Жак Бонсержан Jacques Bonsergent                                                | Х                | 17 грудня 1906    | Х                                  | На честь Жака Бонсержана                                 |
| Репюблік République                                                             | III, Х, XI       | 15 листопада 1907 | (М) · (3) · (8) · (9) · (11)       | На площі Республіки                                      |
| Оберкампф Oberkampf                                                             | XI               | 15 листопада 1907 | (М) · (9)                          | На честь Крістофа-Філіппа Оберкампфа                     |
| Рішар-Ленуар Richard-Lenoir                                                     | XI               | 17 грудня 1906    |                                    |                                                          |
| Бреге — Сабен Bréguet — Sabin                                                   | XI               | 31 грудня 1906    |                                    | На честь Авраама Луї Бреге й Англема де Сен-Сабена       |
| Бастій Bastille                                                                 | IV, XI, XII      | 17 грудня 1906    | (М) · (1) · (8)                    | На площі Бастилії                                        |
| Ке-де-ля-Рапе Quai de la Rapée                                                  | XII              | 13 липня 1906     |                                    |                                                          |
| Гар-д'Остерліц Gare d'Austerlitz                                                | V, XIII          | 2 червня 1906     | TER Centre                         | Вихід до вокзалу Аустерліц                               |
| Сен-Марсель Saint-Marcel                                                        | XIII             | 2 червня 1906     |                                    |                                                          |
| Кампо-Форміо Campo-Formio                                                       | XIII             | 2 червня 1906     |                                    | На честь Кампо-Формійського миру                         |
| Пляс д'Італі Place d'Italie                                                     | XIII             | 2 червня 1906     | (М) · (6) · (7)                    | На площі Італії                                          |